# Patscherkofel
Patscherkofel – szczyt w paśmie górskim Tuxer Alpen, w Alpach Wschodnich. Leży w Austrii, w kraju związkowym Tyrol.
Leży ok. 7 km na południe od Innsbrucka. Podczas Zimowych Igrzysk Olimpijskich w 1964 i 1976 r. na stokach tej góry rozgrywano bieg zjazdowy mężczyzn, zawody bobslejowe oraz saneczkarskie w pobliskim Igls.